# ألكسندر بوينوف
ألكسندر نيكولايفيتش بوينوف (بالروسية: Александр Николаевич Буйнов، من مواليد 24 مارس 1950) مغني وكاتب أغاني وعازف بيانو روسي. وهو معروف بفترة عمله مع Vesyolye Rebyata بين 1973 و 1989 ، قبل أن يبدأ حياته المهنية الفردية.
بوينوف عضو في الحزب السياسي الروسي الموحد لروسيا.

## روابط خارجية
- ألكسندر بوينوف على موقع IMDb (الإنجليزية)
- ألكسندر بوينوف على موقع ميوزك برينز (الإنجليزية)
- ألكسندر بوينوف على موقع ديسكوغز (الإنجليزية)
- ألكسندر بوينوف على موقع قاعدة بيانات الفيلم (الإنجليزية)
- ألكسندر بوينوف على موقع كينوبويسك (الروسية)